# China Northwest Airlines
China Northwest Airlines fue una aerolínea con base en Xi'an, República Popular China. Inicio operaciones en 1989. En 2002, junto con China Yunnan Airlines, se fusionaron en China Eastern Airlines. 

## Historia
Cuando la Administración de Aviación Civil China de dividió en 6 aerolíneas mayores, China Northwest Airlines era una de ellas. La aerolínea tenía su base en Xi'an y operaba una flota compuesta por aviones BAe 146, Tupolev Tu-154, Airbus A310 y Airbus A320. Operaba principalmente servicios domésticos, aunque también operaba varias rutas internacionales hacia Japón. 
Luego de la fusión, la aerolínea paso a llamarse China Eastern Xi Bei.

## Accidentes e incidentes
- En 23 de julio de 1991, el vuelo 2119 se estrelló cuando trataba de despegar del Aeropuerto de Yinchuan-Hedong, en Ningxia. Murieron 54 pasajeros y un tripulante.

- El 6 de junio de 1994, el vuelo 2303 se estrelló poco después de despegar del Aeropuerto Internacional de Xian-Xianyang en Xi'an.